# Marco Girolamo Vida
Marco Girolamo Vida (født omtrent 1480, død 27. september 1566) var en nylatinsk digter.
Vida, der var biskop i Alba, er forfatter til adskillige latinske digte, der er skrevet i en elegant, men søgt form og efter antikke mønstre. Særlig kan nævnes hans Christias, der skildrer Kristi liv, og De arte poetica. Digtene er udgivet af Volpi (2 bind, Padova 1731).
- Cremonensium orationes III, frontispiece, 1550